# قره‌قشلاق (سلماس)

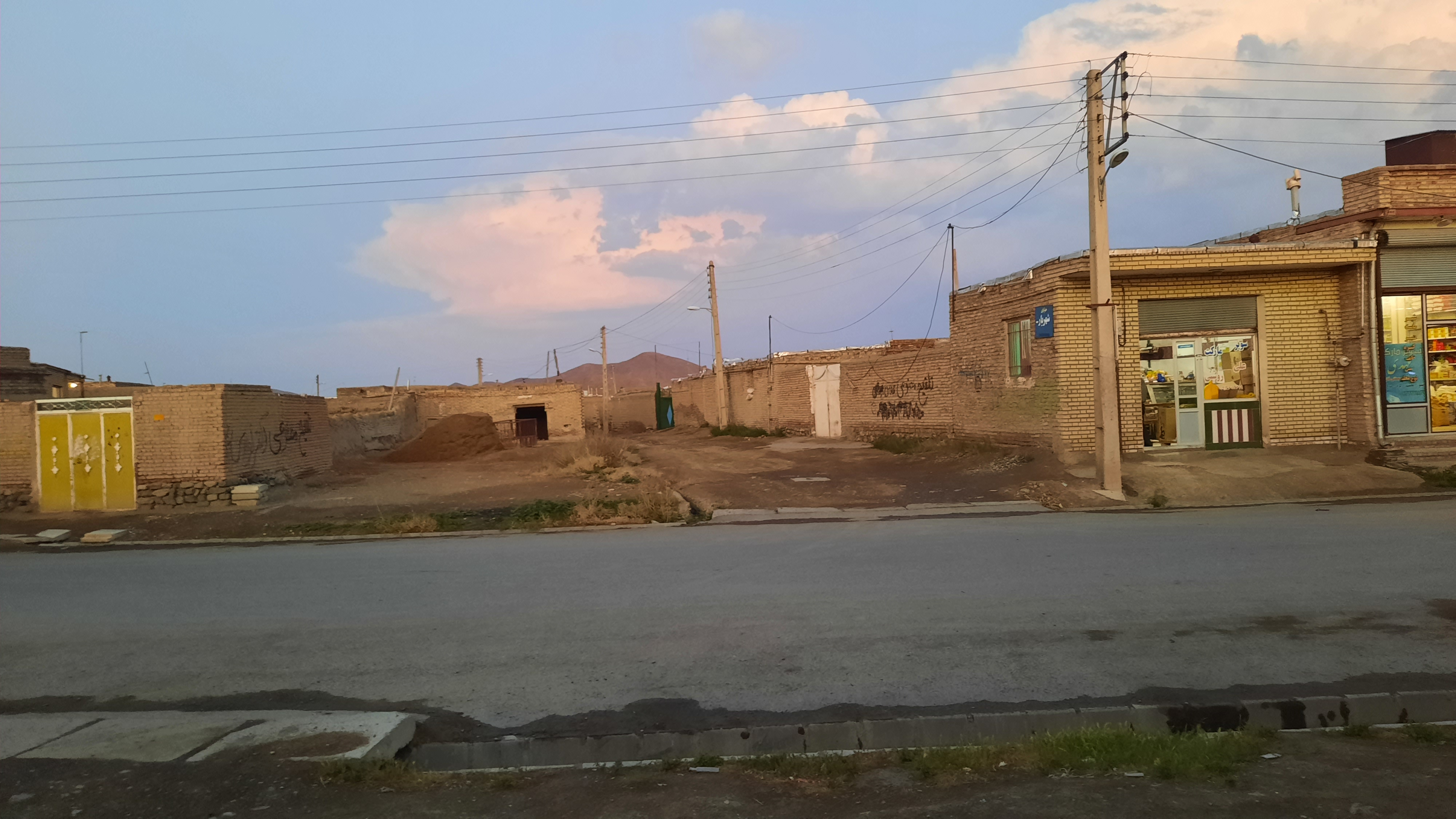
نمای داخلی روستا

قره‌قشلاق، روستایی است از توابع بخش مرکزی شهرستان سلماس استان آذربایجان غربی ایران.

## جمعیت
این روستا در دهستان لکستان قرار داشته و بر اساس سرشماری سال ۱۳۸۵ جمعیت آن ۲۱۲۶نفر (۵۵۲ خانوار)
بوده‌است.
روستای قهرمان پرور قره قشلاق (Qara qişlaq) محل تولد شاعره بزرگ آذربایجانی یعنی نیمتاج سلماسی می‌باشد.  مردم قره قشلاق همگی به زبان لکی، آدزی  صحبت می‌کنند و مسلمان شیعه هستند. قره قشلاقی‌ها اصالتاً از ایلات  قوم لک(قوم  لک)هستند،که در زمان حکومت صفویه برای حفاظت از مرزهای سلماس و افزایش جمعیت،به این منطقه کوچانده شدند، البته تاریخ دقیق استقرار  لک در این منطقه معلوم نبوده ولی با توجه به قراین و از جمله فهرست امراء دربار صفوی میتوان حدس زد که استقرار طوایف لک در این منطقه به قبل از حکومت شاه عباس می‌رسد.گندم، ذرت و یونجه مهم‌ترین محصولات کشاورزی قره قشلاق به حساب می‌آید. شغل ۹۵ درصد مردم دامداری است. وقره قشلاق قطب دامداری در منطقه سلماس می‌باشد. روستای بزرگ قره قشلاق در قسمت شرقی شهرستان سلماس و در نزدیکی جاده تبریز _ سلماس واقع شده و جاده آن از روستای سلطان احمد عبور می‌کند. تپه گورستان قره قشلاق از دیدنی‌های روستا است. 